# Mark Atkinson
Pour les articles homonymes, voir Atkinson.
Mark Atkinson, né le 16 février 1970 à Auckland, est un footballeur international néo-zélandais. Il évolue au poste de milieu de terrain du milieu des années 1990 au milieu des années 2000.

## Biographie

### Carrière internationale
Mark Atkinson est convoqué pour la première fois en sélection par le sélectionneur national Joe McGrath le 7 juin 1997 lors d'un match contre les Fidji pour une victoire par 1-0. Il reçoit sa dernière sélection le 6 juin 2001 contre Tahiti pour une victoire par 5-0.
Il dispute deux Coupes d'Océanie : en 1998 et 2000. Il participe également à une Coupe des confédérations en 1999. Il joue trois matchs lors de l'édition 1999 : contre les États-Unis, l'Allemagne et enfin le Brésil.
Il joue enfin 10 matchs comptant pour les éliminatoires des Coupes du monde 1998 et 2002.
Au total il compte 36 sélections en équipe de Nouvelle-Zélande entre 1997 et 2001.

## Palmarès

### En club
- Avec le Central United :
  - Vainqueur de la Coupe de Nouvelle-Zélande en 1997

### En sélection nationale
- Vainqueur de la Coupe d'Océanie en 1998
- Finaliste de la Coupe d'Océanie en 2000